# Резня при Пескеомпскуте
Резня при Пескеомпскуте (англ. Peskeompscut Massacre), также Сражение при Тернер-Фолс (англ. Battle of Turner's Falls) — нападение массачусетских ополченцев на индейскую деревню Пескеомпскут, произошедшее  19 мая 1676 года во время Войны Короля Филипа. На рассвете 150 колонистов атаковали селение и убили около 200 человек, в основном женщин и детей. Они сожгли деревню и уничтожили все припасы. Воины отсутствовали в лагере, занимаясь рыбной ловлей неподалёку, но, узнав о нападении, сумели догнать возвращающихся домой англичан. В результате боя ополченцы потеряли убитыми около 45 человек.
Лишившись продовольствия и опасаясь новых нападений, индейцы покинули этот район. Резня стала одним из поворотных моментов в войне и привела к изгнанию большинства индейцев из долины реки Коннектикут.

## Предыстория
В долине реки Коннектикут на западе Массачусетса не происходило боевых действий в начале мая 1676 года, поскольку между индейцами и властями Конфедерации Новой Англии шли переговоры об освобождении пленных англичан. Колонисты в долине становились беспокойными и испытывали разочарование от бездействия властей, поскольку индейцы совершали набеги на их фермы и угоняли скот. Поселенцы долины знали, что лагерь неприятеля находится в Пескеомпскуте, расположенном на берегу Коннектикута.
Район реки Коннектикут был традиционным ежегодным местом рыбной ловли для многих племён Новой Англии. Часть территории вдоль реки была расчищена от густого леса и индейцы традиционно сажали тут кукурузу. Некоторые нипмуки, вампаноаги, покамтуки и наррагансетты отправились к селению Пескеомпскут, чтобы накормить свои семьи и восстановить силы после сражений. 12 мая индейцы совершили набег на город Хатфилд и угнали 70 лошадей и коров. Через три дня в Хатфилде появился Томас Рид, английский солдат, попавший в плен и сумевший бежать из Пескеомпскута. Он рассказал, что в деревне всего 70 воинов, а остальные, вероятно, отправились в набег или добывают провизию. Рид также сообщил, что индейцы чувствуют себя в безопасности в селении и не ожидают нападения. Рапорт пленника воодушевил капитана Уильяма Тёрнера, командующего гарнизоном в этом районе, организовать отряд ополченцев и совершить рейд на Пескеомпскут.

## Резня
Собрав группу из 150 мужчин из Хатфилда, Хадли и Нортгемптона, вечером 18 мая Тёрнер отправился на север к селению индейцев. Ополченцы проследовали через опустевший и разорённый город Дирфилд и когда они форсировали одноимённую реку, индейцы услышали шум в своём рыбачьем лагере, но осмотрев округу, не смогли обнаружить англичан. Далее Тёрнер со своими людьми переправились через реку Грин и на рассвете достигли крутого холма перед Пескеомпскутом. Они оставили лошадей близ водопада на реке Фолл-Ривер и напали на спящую деревню.
Ополченцы захватили индейский лагерь врасплох — воины отсутствовали в нём, занимаясь неподалёку рыбной ловлей, и деревню никто не охранял. Около 200 человек, преимущественно женщины и дети, были застрелены. Некоторым удалось добраться до своих каноэ, но по пути лодки разбились на водопаде и многие утонули. Англичане сожгли селение и уничтожили всю провизию. Они также разрушили имевшиеся там оружейные мастерские и кузницы, использовавшиеся для ремонта ружей и мушкетов и отливки пуль. 
Узнав о нападении на деревню от тех, кто смог спастись, воины поспешили к месту резни. Колонисты, завершив уничтожение Пескеомпскута, отправились в обратный путь. Индейцы нагнали отряд Тёрнера и завязался бой. Вопреки попыткам своего командира организовать оборону, неопытные ополченцы запаниковали и бросились бежать. Индейцы выслеживали и преследовали рассеянных англичан всю дорогу до Дирфилда, убив 45 человек, включая Тёрнера.

## Последствия
Несмотря на то, что нипмуки, покамтуки, наррагансетты и вампаноаги заставили бежать людей Тёрнера с большими потерями, разгром Пескеомпскута рассеял индейцев на западе Массачусетса. По словам историка Дэниела Манделла, 19 мая 1676 года в долине реки Коннектикут «произошла крупная неудача для индейцев». Даглас Лич писал в 1958 году, что «хотя англичане понесли тяжёлые потери, индейцы пострадали гораздо больше».
Стремясь отомстить за массовое убийство женщин и детей, индейцы 30 мая атаковали Хатфилд, убив нескольких англичан, угнав скот и спалив множество домов. Но нападение на Пескеомпскут осталось решительной победой англичан: индейцы лишились всех припасов, и опасаясь новых атак были вынуждены покинуть свои поля и рыбные места. Успех на реке Коннектикут и улучшение ситуации на востоке стимулировал власти Конфедерации организовать полномасштабную наступательную операцию во всём регионе. 
Капитан Дэниел Хенчмен был направлен в страну нипмуков через гору Вачусет, а майор Джон Толкотт двигался вверх по реке Коннектикут с 440 солдатами и воинами мохеганов. Оба войска соединились в городе Хадли. По пути отряды англичан убили и взяли в плен около сотни враждебных индейцев. Толкотт первым прибыл в место назначения и 12 июня его войско помогло отбить атаку покамтуков. Не сумев взять Хадли, покамтуки прекратили воевать и пытаясь спастись от мести англичан разделились — большинство ушло на север к абенакам в Сен-Франсуа, остальные двинулись на запад, подальше от поселений колонистов. Солдаты и мохеганы сумели найти только пустующие деревни племени.